# Elvis Herselvis
Elvis Herselvis est le nom de scène de la performeuse, musicienne et chanteuse américaine Leigh Crow, née en 1965, qui se fait connaître au niveau international en se produisant en tant qu'imitatrice dragking d'Elvis Presley. Elle se produit toujours sous le nom d'Elvis Herselvis à l'occasion, mais son activité principale est le chant et le show dans le groupe de rockabilly féminin The Mighty Slim Pickins.

## Biographie

### Dragking Elvis Herselvis
Elvis Herselvis est le nom de scène de l'actrice et chanteuse américaine Leigh Crow, née en 1965.
Il est créé en 1988 à l'occasion d'un spectacle à The Nightbreak sur Haight Street à San Francisco tenu par le groupe Female Trouble sur des imitateurs de rock masculins. Il se définit comme un « Drag King » et une « Female Elvis Impersonator » (une usurpatrice féminine d'Elvis). Un de ses numéros les plus novateurs est le « Elvis Herselvis & the Straight White Males » (c'est-à-dire Elvis Elle Elvis et les hommes blancs hétérosexuels) où elle emploie un ton modulé et sensuel, tout en essuyant son front avec les culottes envoyés par des fans. L'artiste va même jusqu'à « satiriser ses imitations d'Elvis et inclure dans son numéro une discussion sur les problèmes de drogue et les penchants sexuels d'Elvis ». L'interprétation troublante de Leigh Crow fait d'elle une artiste populaire dans les clubs queer et dans le circuit des cabarets alternatifs aux États-Unis. En 1993, elle effectue également une tournée en Australie.

Selon Leigh Crow, Elvis Presley occupe une place importante parmi les icônes lesbiennes. Elle déclare :
« Les hommes hétérosexuels sont très intimidés par une femme qui se fait passer pour Elvis. C'est l'un des derniers bastions de la masculinité - le droit de « faire » du Elvis. [...] Personnellement, je pense qu'il était très royal. Dans les années 1950, il se maquillait et se mettait en scène en rose, alors que c'était un comportement inouï pour un homme hétérosexuel.

Les hommes avaient un peu plus de glamour à l'époque. Elvis était très apprêté et avait un côté féminin indéniable. L'idole des adolescents des années 50 et 60 fonctionne pour les gouines parce qu'elles étaient les rebelles sensibles, les petits garçons perdus. Il s'agit d'une image pas vraiment butch mais très rêveuse. Elvis va devenir l'icône des gouines comme Marilyn l'est pour les garçons. Comme K.D. Lang, toute l'image qu'elle a, je pense que c'est de là qu'elle vient. »
Lors de la 2e édition de la convention internationale Elvis Presley à l'université du Mississippi à Oxford en août 1996, les organisateurs invitent Elvis Herselvis à se produire. L'un d'eux, le professeur Vernon Chadwick, dit chercher à « tester les limites de la race, de la classe, de la sexualité et de la propriété... ». Il est d'avis que :
« la convention doit se conformer à toutes les lois applicables en matière d'action positive et d'égalité des chances dans toutes ses activités et tous ses programmes et qu'elle ne devait pas discriminer les personnes protégées par la loi en raison de leur âge, de leurs croyances, de leur couleur, de leur origine nationale, de leur race, de leur religion, de leur sexe, de leur handicap, de leur statut d'ancien combattant ou de tout autre statut »
Alors que ces intentions sont connues, un certain nombre de ministres baptistes locaux se plaignent au maire de Tupelo de l'inclusion d'Elvis Herselvis dans le programme de la conférence et cherchent à bloquer le financement de la convention. Les préoccupations de l'église sont soutenues par l'organisateur du lieu de naissance et du musée d'Elvis, puis par Elvis Presley Enterprises (EPE). Vernon Chadwick, l'organisateur de la convention, fait valoir que ces actions « deviennent vraiment intéressantes lorsque vous ajoutez tout le racisme indigène, l'homophobie et la distinction de classe dont Elvis a souffert dans le Sud et tout au long de sa carrière ». Il reçoit une lettre formelle, mais diplomatique, du responsable des licences de l'EPE qui retire officiellement son soutien à la conférence.

### Chanteuse et musicienne Leigh Crow
Leigh Crow lance cinq groupes de musique, dont The Whoa Nellies avec Peter Fogel et Connie Champagne, le groupe Velvetta et Sick and Twisted Players au début des années 1990.